# Meg (album)
Meg è l'omonimo primo album della cantante napoletana che, dopo il progetto Nous, in collaborazione con Marco Messina per la colonna sonora dell'opera teatrale Dentro la Tempesta, intraprende la carriera da solista.
L'unica cover del disco, Senza Paura, che fu incisa nel 1975 da Ornella Vanoni, è eseguita insieme a Elio e le Storie Tese (si possono ascoltare anche i controcanti di Elio).

## Tracce
1. Olio Su Tela (Meg) - 4:09
2. Simbiosi - (Meg) - 4:38
3. Puzzle - (Meg) - 7:07
4. Parole alate - (Meg) - 4:22
5. Sopravvivi - (Meg) - 3:31
6. Audioricordi - (Meg) - 4:03
7. Senza paura - (V. de Moraes / Toquinho / S. Bardotti) - 4:26
8. Invisible Ink (Is What I'll Use) - (Meg) - 4:34
9. Elementa - (Meg) - 3:45
10. Notte Bianca - (Meg) - 4:11
11. Regno d'Acqua - (Meg) - 6:18

## Settimane in classifica
| Posizione | 58 | 30 | 39 | 45 | 61 | 55 | 59 | 70 | 78 | 81 | - | 66 | 90 | - |